# Хансен, Кай (футболист, 1940)
Кай Хансен (дат. Kaj Hansen; 16 августа 1940, Копенгаген — 2 июля 2009, Швеция) — датский футболист, защитник. Известен по игре за клуб «Фрем».

## Клубная карьера
Карьеру футболиста начал в структуре клуба «Фрем», где в 1959 году дебютировал на профессиональном уровне. В 1968 поехал в США, где сыграл 32 матча за «Вашингтон Уипс» из Североамериканской футбольной лиги. В следующем году присоединился к шведскому клубу «Хельсингборг». Карьеру футболиста завершил в 1972 году, выступая за команду «Фагерста».

## Карьера в сборной
Дебют за сборную Дании состоялся 19 мая 1963 года в проигрышном товарищеском матче против сборной Венгрии (0:6). Был включен в состав на Чемпионат Европы 1964 в Испании, где сыграл в полуфинальном матче против сборной СССР (0:3) и матче за 3-е место против сборной Венгрии (1:3). Всего за сборную Хансен провёл 7 матчей.